# Solanum expedunculatum
Solanum expedunculatum är en potatisväxtart som beskrevs av Symon. Solanum expedunculatum ingår i släktet skattor som ingår i familjen potatisväxter. Inga underarter finns listade i Catalogue of Life.